# Pete Comandini
Peter William „Pete“ Comandini III (* 3. Oktober 1941 in Los Angeles, Kalifornien; † 16. Dezember 1997 in Burbank, Kalifornien) war ein amerikanischer Techniker und Filmrestaurator-Pionier.

## Leben und Wirken
Pete Comandini arbeitete ab 1960 im Bereich der Filmentwicklung in Filmlaboren. Er arbeitete unter anderem für Panacolor und Technicolor. Ab 1971 war er bei Image Transform als Vizepräsident der technischen Abteilung für Film-zu-Video- und Video-zu-Film-Übertragungen verantwortlich. Nach einer kurzen Tätigkeit bei den Universal Studios gründete er gemeinsam mit Richard Dayton und Donald Hagans 1982 die Firma YCM Laboratories. Er galt als Experte und Pionier bei der Restaurierung von Filmen, die im Technicolor-Zweifarbenverfahren hergestellt wurden, darunter Vom Winde verweht (Gone with the Wind, 1939) oder Fantasia (1940). Er führte auch die Aufsicht bei der Restaurierung solcher Klassiker wie Disneys Schneewittchen und die sieben Zwerge (Snow White and the Seven Dwarfs, 1937), des Musicalfilms Meet Me in St. Louis (1944) und des Westerns Der Teufelshauptmann (She Wore a Yellow Ribbon, 1949).
Sein Freund Roderick T. Ryan von Eastman Kodak sagte über Comandini: „Für Pete war die Restaurierung sowohl eine Herausforderung als auch eine Herzensangelegenheit.“ […] „Er konnte Ergebnisse erzielen, die oft die Qualität der Erstveröffentlichung des Films übertrafen.“
Zusammen mit den YCM Laboratories Mitarbeitern Richard Dayton, Donald Hagans und Richard T. Ryan wurde Comandini bei der Oscarverleihung 1992 für die „Erstellung und Entwicklung eines Verfahrens zur Restaurierung von Kinofilmen mit Liquid Gate und Registerkorrektur auf einem Kontaktkopierer“ („for the creation and development of a motion picture film restoration process using liquid gate and registration correction on a contact printer“) mit dem Academy Award of Commendation ausgezeichnet.
Comandini war Fellow der Society of Motion Picture and Television Engineers (SMPTE). Die SMPTE zeichnete ihn 1991 in Anerkennung seines herausragenden Beitrags zur Bewahrung des Filmerbes durch die Restaurierung bedeutender Filme mit der Herbert T. Kalmus Gold Medaille aus.
Er starb am 16. Dezember 1997 im Alter von 56 an einem Herzinfarkt.